# Đảo Quang Hòa

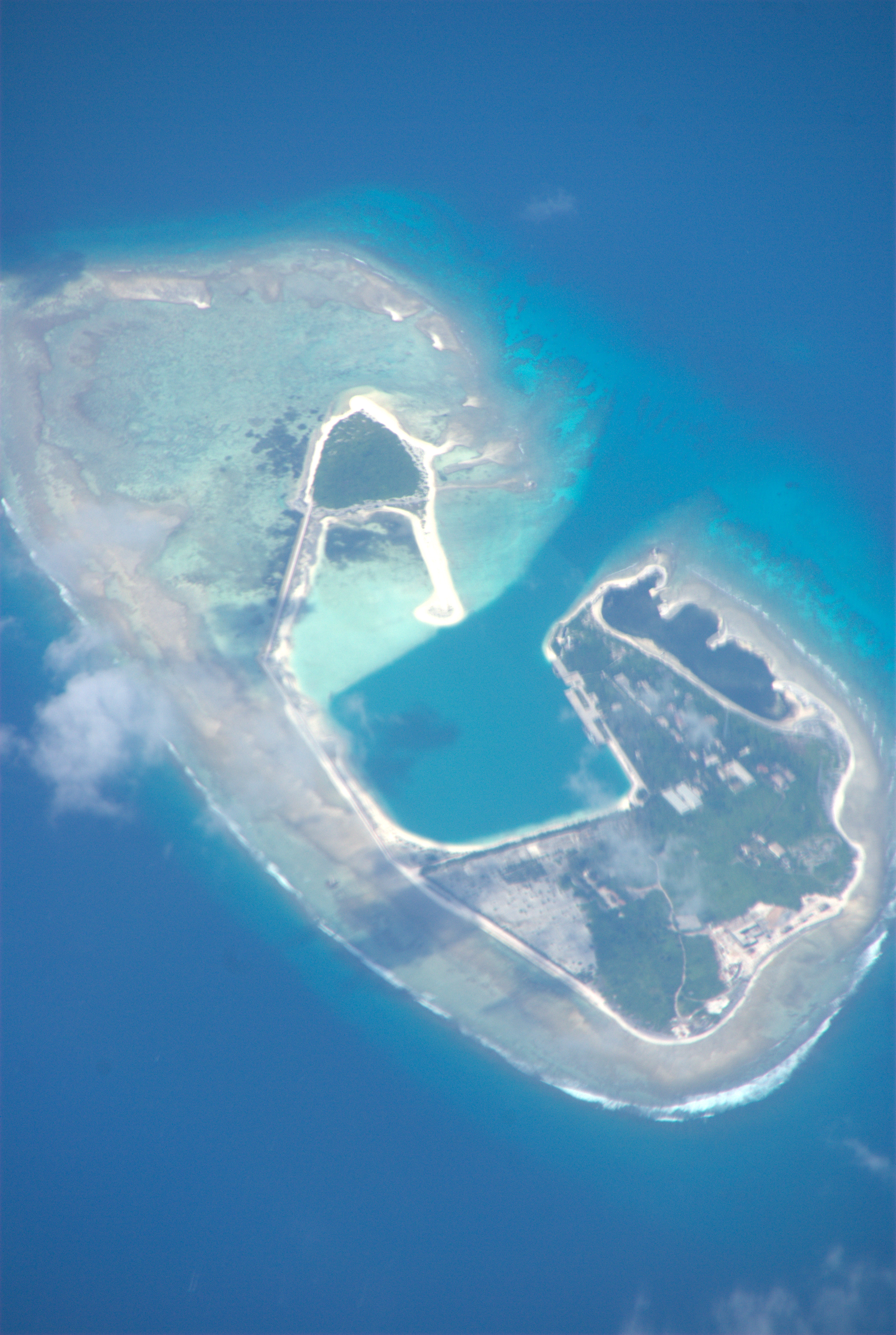
Không ảnh đảo Quang Hòa (lớn) và đảo Quang Hòa Tây (nhỏ) chụp vào tháng 12 năm 2012

Đảo Quang Hòa là một đảo san hô thuộc nhóm đảo Lưỡi Liềm của quần đảo Hoàng Sa. Đảo này nằm cách đảo Duy Mộng khoảng 1,55 hải lý (2,87 km) về phía tây nam. Đây là đảo lớn nhất khu trung tâm nhóm Lưỡi Liềm.
Đảo Quang Hòa là đối tượng tranh chấp giữa Việt Nam, Đài Loan và Trung Quốc. Hiện nay, Trung Quốc đang kiểm soát đảo này.

## Địa lý

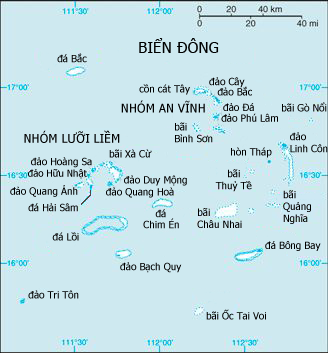
Vị trí của đảo Quang Hòa trong quần đảo Hoàng Sa

Thực chất, đảo Quang Hòa gồm một đảo lớn nối với một đảo nhỏ bởi một dải cát. Đảo lớn được gọi là Quang Hòa Đông hay Quang Hòa (tiếng Anh: Duncan Island; tiếng Trung: 琛航岛; bính âm: Chēnháng dǎo, Hán-Việt: Sâm Hàng đảo); đảo nhỏ được gọi là Quang Hòa Tây (tiếng Anh: Palm Island; tiếng Trung: 广金岛; bính âm: Guǎngjīn dǎo, Hán-Việt: Quảng Kim đảo).
Đảo lớn có chiều dài tối đa 1260 m, chiều rộng tối đa 880 m, chu vi 3.500 m, diện tích khoảng 0,55 km²; đảo nhỏ có chiều dài 550 m, chiều rộng 270 m, chu vi 1.600 m, diện tích khoảng 0,12 km². Hai đảo Đông và Tây trước đây chỉ cách nhau một lạch nước rộng khoảng 800 m khi thủy triều lên và khoảng 500 m khi thủy triều xuống. Hiện nay hai đảo bồi đắp và nối với nhau bằng một dải cát dài 560 m, diện tích tổng cộng vào khoảng 0,71 km². Đảo được bao quanh bởi bãi cát vàng và rạn san hô viền bờ rất rộng.

## Môi trường
Theo báo cáo khảo sát của kỹ sư Trần Hữu Châu (Việt Nam Cộng hòa) vào năm 1973 thì ở phía tây đảo lớn có rừng cây nhàu và cây mọc trên đất giàu phosphat; nhiều cây cao tới 4 m. Phía đông đảo lớn là những mảnh vụn san hô với đá rồi tới một khu đất chỉ có dây leo bò sát mặt đất. Trên đảo bé chủ yếu là những cây mọc trên đất giàu phosphat và một số ít cây nhàu cao khoảng 3 m. Đến nay, Trung Quốc đã xây đường trên dải cát nối hai đảo Đông-Tây và rất nhiều công trình khác trên đảo Quang Hoà.

## Lịch sử
Trận Hải chiến Hoàng Sa giữa Hải quân Việt Nam Cộng hòa và Hải quân Quân Giải phóng Nhân dân Trung Quốc đã diễn ra trong vòng 3 đến 7 hải lý (5,6–13 km) quanh đảo này.